# Liste der Monuments historiques in Daillecourt
Die Liste der Monuments historiques in Daillecourt führt die Monuments historiques in der französischen Gemeinde Daillecourt auf.

## Liste der Objekte
| Bezeichnung                              | Beschreibung | Standort                       | Kennzeichnung | Schutzstatus | Datum | Bild |
| ---------------------------------------- | ------------ | ------------------------------ | ------------- | ------------ | ----- | ---- |
| Grabmal von Jacques-François de Choiseul | Stein, 1689  | in der Kirche St-Martin (Lage) | PM52000401    | Classé       | 1963  |      |